# Big Japan Pro-Wrestling
Big Japan Pro-Wrestling (jap. 大日本プロレス, Dainihon Pro-Wrestling, BJW oder BJPW) ist eine japanische Wrestling-Promotion, die im Jahr 1995 von Shinya Kojika gegründet wurde. Kurzbezeichnung ist Big Japan.

## Geschichte
BJPW gehört in die Reihe der sogenannten Hardcore-Ligen. Die Promotion steht also auf derselben Stufe wie Frontier Martial Arts Wrestling, IWA Japan oder W*ing und fokussierte von Anfang an sogenannte Hardcore- und Death Matches, die aus dem „Garbage-Wrestling-Stil“ heraus entwickelt wurden.
In den Jahren 1999 und 2000 galt der Wrestlingstil von BJPW weltweit als das „beste Death Match Wrestling“. Die Matches zwischen Ryuji Yamakawa und Tomoaki Honma wurden zum Epitom der Einbindung von Garbage-Elementen in ein technisch erstklassiges Wrestlingmatch. Wrestler wie Honma, Yamakawa, Shadow WX und Winger machten die Liga extrem erfolgreich. Wurde unter Mr. Pogo das Hauptaugenmerk der Wrestlingshows hauptsächlich noch auf Blut und Gewalt gelegt, so änderte sich der Stil langsam.
Die größte Bekanntheit erreichte Big Japan durch die Zusammenarbeit mit der amerikanischen Promotion Combat Zone Wrestling von John Zandig, die Anfang 2000 begonnen wurde. Diese Zusammenarbeit dauerte zwei Jahre und war zu Beginn eine hervorragende geschäftliche Entscheidung für beide Ligen. Beobachter sagen heute jedoch, dass BJPW hier von CZW übervorteilt wurde und am Ende ein ausgebrannter Markt übrig blieb. Die alten US-Stars wie Mike Samples und Abdullah the Butcher hatten BJPW verlassen und die neuen Stars wie Zandig und Wifebeater traten nicht mehr in Japan an. Heimische Stars wie Ryuji Yamakawa wurden in dieser Zeit schwer verletzt, so dass das Geschäft für BJPW einbrach. So stand BJPW lange Zeit vor der Bedeutungslosigkeit.
Nach einigen Jahren mit schwacher Garbage-Orientierung gilt Big Japan seit 2006 wieder als Geheimtipp der Szene. Heute besitzt BJPW mit Leuten wie Takashi Sasaki, Jaki Numazawa und Ryuji Ito neue und Ligeneigende Stars. Mit den alten Mitstreitern wie Shadow WX und Jun Kasai rundet man mit der Einbindung neuerer US-amerikanischer Death-Match-Stars wie Madman Pondo, 2 Tuff Tony, Necro Butcher und Masada ab. Inzwischen ist die Korakuen Hall auch wieder regelmäßig ausverkauft.

## Wrestler
Aktuelles Roster:
- Ryuji Ito
- Jaki Numazawa
- Shadow WX
- Daikokubo Benkei
- Atsushi Ohashi
- Ryuji Yamakawa
- Yuji Okabayashi
- Takumi Tsukamoto
- Kankuro Hoshino
- Abdullah Kobayashi
- Daisuke Sekimoto
- MEN's Teio
- Yuichi Taniguchi
- Shinya Ishikawa
- Yoshihito Sasaki
- Ryuichi Kawakami
- Kazuki Hashimoto

## Titel

### Aktuelle Titelträger
| Titel                                                | Aktuelle(r) Titelträger                                | Regentschaft | Tage | Datum des Titelgewinns | Ort   | Anmerkung                                    |
| ---------------------------------------------------- | ------------------------------------------------------ | ------------ | ---- | ---------------------- | ----- | -------------------------------------------- |
| BJW Deathmatch Heavyweight Championship              | Kankuro Hoshino                                        | 1            | 3239 | 24. Juli 2016          | Tokio | Besiegte Ryūji Itō.                          |
| BJW Tag Team Championship                            | Kōhei Satō und Shuji Ishikawa                          | 2 (2,3)      | 3294 | 30. Mai 2016           | Tokio | Besiegten Hideyoshi Kamitani und Ryota Hama. |
| BJW World Strong Heavyweight Championship            | Hideyoshi Kamitani                                     | 1            | 3239 | 24. Juli 2016          | Tokio | Besiegte Yuji Okabayashi bei Ryōgokutan.     |
| Sakatako Intercontinental Tag Team Championship      | Daisuke Sekimoto und Kazuki Hashimoto                  | 1 (1,1)      | 3912 | 20. September 2014     | Tokio |                                              |
| Yokohama Shopping Street 6-Man Tag Team Championship | Abdullah Kobayashi, Masaya Takahashi und Takayuki Ueki | 1 (1,1,1)    | 3239 | 24. Juli 2016          | Tokio |                                              |

### Ehemalige (eingestellte) Titel
| Titel                               | Letzte(r) Titelträger | Zeitraum  |
| ----------------------------------- | --------------------- | --------- |
| BJW Junior Heavyweight Championship | Homicide              | 1998–2002 |
| BJW Heavyweight Championship        | Men’s Teioh           | 2001–2004 |
| BJW Women’s Championship            | Kaori Yoneyama        | –2003     |
| BJW 8-Man Scramble Championship     | The Great Kojika      |           |